# Каліакра (родовище)
Каліакра — офшорне газове родовище, розташоване у болгарському секторі Чорного моря за кілька десятків кілометрів на південний схід від Варни.

## Характеристика
Родовище відкрили у 2008 році внаслідок спорудження напівзанурюваним буровим судном Atwood Southern Cross свердловини Galata E3 (також відома як Kaliakra-1). На позначці у 836 метрів вона перетнула цільовий резервуар у відкладеннях мастрихтського ярусу та палеоцену, де виявила газонасичені породи завтовшки 14 метрів (чиста товщина 10 метрів) із пористістю 31 %. Тестування свердловини провели восени того ж року з самопідіймальної бурової установки GSP Prometeu.
У 2009-му поширення покладів підтвердила оціночна свердловина Kaliakra-2, споруджена на 1,8 км західніше від першої свердловини нещодавно згаданою установкою GSP Prometeu. На позначці у 816 метрів вона зустріла палеоценовий газонасичений інтервал завтовшки 20 метрів зі схожою пористістю на рівні 30 %.
Станом на 2011 рік запаси родовища оцінювали у 0,93 млрд м3.
Розробку родовища вирішили провадити через розвідувальну свердловину Kaliakra-2, на якій самопідіймальне судно GSP Jupiter встановило підводну фонтанну арматуру. Того ж 2010 року трубоукладальне судно GSP Bigfoot 1 проклало трубопровід довжиною 14,5 км та діаметром 250 мм від Kaliakra-2 до платформи розташованого західніше родовища Галата. Глибина моря на трасі газопроводу становила від 36 до 80 метрів, а для її переходу над телекомунікаційними кабелями судно GSP Prince, обладнане дистанційно керованими підводними апаратами, облаштувало захисну бетонну подушку.
У 2013-му схожим чином освоїли Kaliakra-1, для чого задіяли самопідіймальну установку GSP Prometeu. Та сама трубоукладальна баржа GSP Bigfoot 1 сполучила фонтанну арматуру з існуючим газопроводом від Kaliakra-2 до платформи Галата.
Втім, вже у 2014 році видобуток на Каліакрі припинився.